# GSM Core network

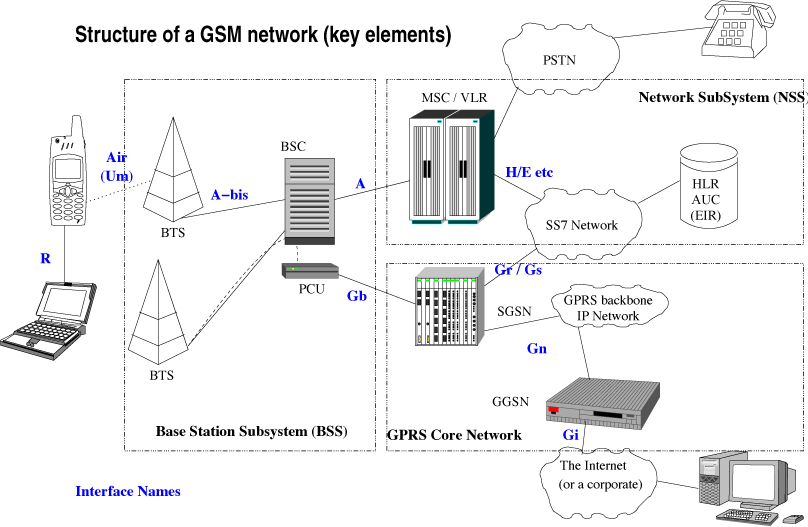
Структура GSM мережі

GSM core network (Базова мережа) є «серцем» стільникових мереж стандарту GSM, найпоширеніших систем стільникового зв'язку в світі.
Core network міститься і розвивається оператором мобільного зв'язку і призначена для зв'язку мобільних телефонів і апаратів один з одним в різних телекомунікаційних мережах. Архітектура мережі GSM схожа з мережами фіксованого телефонного зв'язку, але існують додаткові функції, які необхідні для забезпечення мобільності абонентів, як в межах своєї мережі, так і в роумінгу. Ці функції охоплюють різні аспекти мобільності й описані детальніше у відповідних статтях.
Під GSM Core Network (також відомої як NSS — Network and Switching Subsystem, Підсистема Мережі та Комутації) мається на увазі мережу з комутацією каналів, використовуваної для звичайних GSM-сервісів, таких як голосові дзвінки, SMS та передача даних по комутованих лініях.
Для забезпечення сервісів пакетної передачі існує також розширення GSM Core, відоме як GPRS Core Network. Це дозволяє мобільним телефонам отримувати доступ до таких сервісів, як WAP, MMS, Internet і передача відео.
Всі сучасні мобільні телефони мають підтримку як пакетної передачі, так і комутації каналів, так як більшість операторів підтримують GPRS на додаток до стандартних сервісів GSM.

## MSC (Mobile Switching Centre)

### Визначення
MSC (Центр Мобільної Комутації) — це спеціалізована автоматична телефонна станція, що забезпечує можливість зв'язку з комутацією каналів, управління мобільністю та надання сервісів GSM для мобільних телефонів всередині зони свого обслуговування. Це передбачає голос, дані і факсимільний зв'язок, а також SMS і переадресацію дзвінків.
У системах зв'язку GSM, на відміну від більш ранніх аналогових сервісів, факсимільний зв'язок і дані посилаються на комутатор (MSC) відразу в цифровому форматі. Лише на MSC вони перекодуються в аналоговий формат (у більшості випадків це цифрове перекодування в PCM сигнал для 64 kbit/s таймслота, відомого в Америці як DS0).
Існують різновиди MSC, залежно від специфіки їх функціонування в мережі. Причому, всі ці терміни можуть ставитися до одного і того ж MSC, який у різний час виконує різні функції.

#### GMSC
Шлюзовий MSC (Gate MSC, GMSC) — це MSC який обробляє виклики, що приходять із зовнішніх мереж. Цей термін актуальний в контексті окремо взятого виклику, так як будь-який MSC може працювати і як шлюзовий комутатор, і як абонентський MSC. Тим не менше, ряд виробників виділяють для GMSC окремий високопродуктивний MSC, до якого не підключають контролери базових станцією (BSC).

#### Visited MSC
Абонентський MSC (Visited MSC) — це MSC, в зоні дії якого знаходиться абонент. У VLR, прив'язаному до даного MSC, містяться дані про абонента.

#### Інші види
Anchor MSC (MSC джерело, відправник) — це MSC, який ініціює процедуру хендовера (handover). Цільовий MSC — це MSC на який повинен пройти handover, тобто передатися обслуговування.
MSC Server — частина нової концепції MSC, що з'явилася в 3GPP Release 5.

### Елементи GSM Core Network, пов'язані з MSC
MSC пов'язаний з такими елементами:
- Підсистема базових станцій (BSS) яка забезпечує взаємодію з мобільними телефонами 2G і 2.5G
- Підсистемою UTRAN яка забезпечує взаємодію з мобільними телефонами 3G
- VLR для обміну інформацією про SIM та MSISDN
- Інші MSC для процедур handover'а

### Функції
У завдання MSC входить:
- Направляти виклики до абонентів відповідно до інформації про їх положення з VLR
- Встановлювати вихідні виклики до інших абонентам або мереж (PSTN)
- Доставляти SMS повідомлення від абонентів до SMSC і назад
- Організовувати хендовери від BSC до BSC
- Виробляти хендовери на інший MSC
- Підтримка додаткових сервісів, таких як конференц-зв'язок або утримання виклику

## Home Location Register
HLR (англ. The Home Location Register) — база даних, що зберігає інформацію про кожного користувача мережі стільникового зв'язку. Як правило, HLR реалізується як кластер з декількох серверів. HLR зберігає інформацію про статус послуг, що пов'язані з деякою SIM-карткою. Кожна картка має унікальний номер, IMSI, що використовується як ключ для HLR.
Приклади інформації, що зберігається в HLR:
- Номер телефону (MSISDN) абонента, що пов'язаний з даною SIM карткою;
- GSM сервіси, що доступні користувачеві;
- Місце знаходження користувача (VLR та SGSN);
- Налаштування переадресації;

## Елементи GSM Core Network, пов'язані зHLR
Оскільки HLR (Home Location Register) є свого роду основною базою даних мережі, пов'язаний він з великою кількістю мережевих елементів. Зокрема, HLR з'єднується з такими елементами:
- Gateway MSC (G-MSC) для обробки вхідних дзвінків
- VLR для обробки запитів мобільних пристроїв на під'єднання до мережі
- SMSC для обробки вхідних SMS, нотифікації про появу абонента в мережі
- USSDC, для можливості прийому / передачі USSD повідомлень
- IN[1] платформами
- Voice Mail (голосовою поштою), для оповіщень абонентів про нове голосове повідомлення

З HLR часто інтегрований EIR (Equipment Identity Register — Реєстр ідентифікації встаткування) . Даний реєстр містить перелік IMEI мобільних телефонів, доступ яким заборонений в мережу, або вони знаходяться під спостереженням. Це зроблено для відстеження крадених телефонних апаратів. Теоретично, всі дані про вкрадені мобільних телефонах повинні поширюватися по EIR всіх мереж в світі через центральний EIR. Очевидно, тим не менш, що в ряді країн ця можливість не підтримується. Дані в EIR не оновлюється в режимі реального часу, що робить його застосування обмеженим.

## Функції
Основна функція HLR полягає в контролі процесу переміщення мобільних абонентів шляхом
- відправки даних про абонента в VLR або SGSN при першому підключенні абонента до мережі;
- посередництва між GMSC або SMS і VLR для забезпечення вхідного зв'язку або вхідних текстових повідомлень;
- видалення даних про абонента з VLR при виході абонента із зони його дії.

## Центр аутентифікації
Центр аутентифікації (англ. Authentification Centre — AUC) призначений для аутентифікації кожної SIM карти, яка намагається приєднатися до GSM мережі (зазвичай коли телефон включається). Як тільки аутентифікація успішно завершується, HLR може керувати сервісами, на які підписався абонент (SIM). Так само генерується шифрувальний ключ який періодично використовується для шифрування бездротового з'єднання (голос, SMS і т. д.) між мобільним телефоном і мережею (GSM Core Network).
Якщо аутентифікація проходить невдало, для даної SIM картки послуги в даній мережі надаватися не будуть. Можлива додаткова ідентифікація мобільного телефону за його серійним номером (IMEI) за допомогою EIR (Equipment Identification Register — Регістр Ідентифікації Обладнання), але це вже залежить від налаштувань аутентифікації в AUC.
Правильна реалізація безпеки — ключовий момент у стратегії оператора для запобігання клонування SIM карт.
AUC не бере безпосередньої участі в процесі аутентифікації, а замість цього генерує дані, звані триплетами, які MSC використовує під час даної процедури. Безпека процесу забезпечується значенням, наявними як у AUC так і в SIM карті і званим Ki. Ki записується в SIM карту під час виготовлення та дублюється в AUC. Значення Ki ніколи не передається між AUC та SIM, а замість цього на базі Ki і IMSI генерується зв'язка запит/відповідь для ідентифікаційного процесу і захисний ключ для використання в радіоканалі.
AUC пов'язаний з HLR, який запитує новий набір триплетів для IMSI після того як попередні дані були використані. Це запобігає використання однакових ключів і відповідей двічі для певного телефону

## Функціонування AUC
Для кожного IMSI AUC зберігає такі дані:
- Ki
- ідентифікатор алгоритму (стандартні алгоритми називаються A3 або A8, але оператор може використовувати власний)

Коли MSC запитує у AUC новий набір триплетів для певного IMSI, AUC спершу генерує випадкове число, зване RAND. Використовуючи Ki і RAND обчислюються наступні значення:
- За допомогою алгоритмів A3 (або власного алгоритму) із значень Ki і RAND обчислюється значення SRES (Signed Response).
- За допомогою алгоритму A8 з значень Ki і RAND обчислюється число, зване Kc

Ці три числа (RAND, SRES, Kc) формують триплет і відсилаються назад в MSC. Коли відповідний IMSI запитує доступ в мережу GSM, MSC відправляє RAND (частина триплета) SIM карті. SIM карта підставляє отриманий RAND і Ki (який записаний в неї при виробництві) в алгоритм A3 (або власний) і обчислює SRES, який відправляє назад в MSC. Якщо цей SRES збігається з SRES з триплета (а він повинен співпасти якщо це правильна SIM карта) тоді мобільному телефону надається право приєднатися до мережі і звертатися до сервісів GSM.
Після успішної аутентифікації, MSC відсилає ключ шифрування Kc контролеру базових станцій (BSC — Base Station Controller), щоб всі з'єднання могли шифруватися і дешифруватися. Очевидно, що мобільний телефон може генерувати Kc самостійно, використовуючи отриманий в процесі аутентифікації RAND, записаний Ki і алгоритм A8.
AUC зазвичай розташований спільно з HLR, хоча це необов'язково. Поки процес аутентифікації достатньо захищений для повсякденного користування, але це не гарантує захист від злому. Тому для мереж 3G був розроблений новий набір заходів безпеки.